# Gabe Newell
Gabe Logan Newell, född 3 november 1962, är VD och en av medgrundarna till datorspelsföretaget Valve Corporation.

## Arbete
Efter att ha hoppat av utbildningen på Harvard University arbetade Newell på Microsoft i tretton år och blev till sist en "Microsoftmiljardär". Newell har beskrivit sig själv som en "producent av de tre första utgåvorna av Windows". Inspirerad av Michael Abrash, som lämnade Microsoft för att arbeta med datorspelet Quake på id Software, lämnade Newell och en annan anställd, Mike Harrington, Microsoft för att grunda Valve 1996. Newell och Harrington använde sina privata tillgångar för att finansiera företaget under utvecklingen av Half-Life.
Under utvecklingen av Half-Life 2 tillbringade Newell flera månader med att fokusera på Steam-projektet.
År 2007 visade Newell öppet sitt missnöje om att utveckla till spelkonsoler, speciellt till Playstation 3. Angående konsolen citerades Newell vid ett tillfälle att utvecklingsprocesser för konsoler generellt var "ett slöseri med allas tid" och "en katastrof på många nivåer... Jag skulle säga, även vid denna sena tidpunkt, bör de bara avbryta den och göra en omarbetning. Bara säga "Det var en hemsk katastrof och vi är ledsna och vi kommer att sluta sälja denna och försöka sluta att övertyga människor att utveckla för den"..
I januari 2010 mottog Newell utmärkelsen Pioneer Award av Game Developers Conference för bland annat sin delaktighet i utvecklingen av "några av de viktigaste datorspelen under de två senaste årtiondena" och för sin delaktighet i utvecklingen av den digitala distributionsplattformen Steam.

## Privatliv
Gabe Newell var tidigare gift med Lisa Miller och fick 2 barn. De skilde sig 2019
Den amerikanska ekonomitidskriften Forbes rankade Newell till att vara världens 758:e rikaste med en förmögenhet på 4,1 miljarder amerikanska dollar för den 1 juni 2021.